# 정구 묘역
정구 묘역은 대한민국 경기도 의정부시 용현동에 있다. 2017년 2월 7일 의정부시의 향토문화재 제18호로 지정되었다.

## 개요
용현동 소재 정구(鄭矩)의 묘역으로 조선시대에 조성되었다. 상석의 앞에는 문인석 2기와 장명등과 망주석 등이 조성되어 있다.